# モンテ・カセム
モンテ・カセム（Ahmed Mumtaz Masoon Cassim、1947年7月29日 - ）は、スリランカ・コロンボ生まれの工学者。公立大学法人国際教養大学理事長兼学長(第3代)。マレーシア経済学会終身会員。
専門は建築学、都市工学、環境科学、国土計画、地域産業政策、国際援助政策論、国際的産学連携に関する研究など。
学校法人立命館理事補佐、立命館アジア太平洋大学第2代学長、立命館国際平和ミュージアム館長。学校法人大学院大学至善館学長を歴任。

## 来歴
1970年（昭和45年）8月スリランカ大学自然科学部建築学科卒業。
1972年（昭和47年）1月にスリランカ工学技術公団デザインコンサルタント部勤務（建築士）を経て、同年に国費留学生として来日。
同年9月大阪外国語大学日本語プログラム修了。
1973年（昭和48年）3月に横浜国立大学大学院工学系研究科研究生を修了。
1974年（昭和49年）3月東京大学大学院工学系研究科研究生を修了。同年より一般財団法人日本地域開発センターの研究員・コーディネーターを務める(1981年まで)。
1976年（昭和51年）3月に東京大学大学院工学系研究科都市工学専攻修士課程を修了。
1976年（昭和51年）より、マレーシア科学大学居住・建築・計画学部講師、大学院設立委員会秘書(1977年まで)。
1980年（昭和55年）から三井建設設計部で建築士として勤務(1984年まで)。
1981年（昭和56年）ARU都市建築コンサルタント（地域開発計画）。
1982年（昭和57年）3月に東京大学大学院工学系研究科都市工学専攻博士課程を単位取得満期退学。
1985年（昭和60年）より、国際連合地域開発センター（UNCRD）主任研究員を務める。
1994年（平成6年）4月には立命館大学国際関係学部教授に就任し、1996年（平成8年）4月立命館大学政策科学部教授に就任。2004年（平成16年）3月まで務める。
2000年（平成12年）立命館大学国際教育・研究推進機構長（2004年（平成16年）3月まで）を経て、2004年（平成16年）4月に第2代立命館アジア太平洋大学学長/教授、学校法人立命館副総長に就任。
2010年（平成22年）、日米研究インスティテュート副理事長に就任。
2013年（平成25年）、学校法人立命館総長特別補佐、理事補佐に就任。
2014年（平成26年）、沖縄平和賞選考委員会委員に就任。同年、国際教養大学理事に就任。
2016年（平成28年）11月、「私学教育振興及び日本・スリランカの相互理解の促進に寄与」したことが評価され、瑞宝中綬章を受章。
2018年（平成30年）8月、大学院大学至善館の学長に就任。
2021年（令和3年）6月1日、国際教養大学理事長兼学長に就任。
上記以外にも、日越大学（VJU）理事、沖縄科学技術大学院大学評議会副議長、スリランカ首相上席補佐官、開志専門職大学客員教授、公益財団国際文化会館評議員等を務める。

## 受賞歴
- 2016年 瑞宝中綬章[6]
- 2017年 スリランカ政府・国民英雄（Vidya Nidhi）[2]